# Eparchie jaroslavská
Eparchie Jaroslavl je eparchie ruské pravoslavné církve nacházející se v Rusku.

## Území a titul biskupa
Zahrnuje správní hranice území města Jaroslavl a také Gavrilov-Jamského, Někrasovského, Rostovského a Jaroslavského rajónu Jaroslavské oblasti.
Eparchiálnímu biskupovi náleží titul biskup jaroslavský a rostovský.

## Historie
Bezprostředním předchůdcem eparchie byla eparchie rostovská a suzdalská založená roku 991 se sídlem v Rostově. Titul biskupa se několikrát změnil.
Roku 1390 byla povýšena na archiepiskopii a roku 1589 na metropoli.
Roku 1786 bylo sídlo eparchie přeneseno do Jaroslavli.
Dne 15. března 2012 byla z části území eparchie zřízena nová eparchie rybinská. Eparchie byla včleněna do nově zřízené jaroslavské metropole.
Dne 24. prosince 2015 byla z části území eparchie zřízena nová eparchie pereslavská.
Názvy:
- rostovská a suzdalská (od 992)
- rostovská, suzdalská, vladimirská a muromská (od 1149)
- rostovská a muromská (od 1164 nebo 1172)
- rostovská, suzdalská a vladimirská (od 1198)
- rostovská, perejaslavská a jaroslavská (od 1213 nebo 1214)
- rostovská a jaroslavská (od 1226)
- rostovská, jaroslavská a belozerská (od 1389 nebo 1390)
- rostovská a jaroslavská (od 1587 nebo 1589)
- jaroslavská a rostovská (od 16. října 1799, podle jiných zdrojů - 1783, 1786, 1787)

## Seznam biskupů
- 1788–1799 Arsenij (Věreščagin)
- 1799–1806 Pavel (Ponomarjov)
- 1806–1820 Antonij (Znamenskij)
- 1820–1821 Filaret (Drozdov) svatořečený
- 1821–1824 Simeon (Krylov-Platonov)
- 1824–1836 Avraam (Šumilin)
- 1836–1837 Filaret (Amfitěatrov)
- 1837–1853 Jevgenij (Kazancev)
- 1853–1874 Nil (Isakovič)
- 1874–1876 Dimitrij (Muretov)
- 1876–1876 Leonid (Krasnopěvkov)
- 1877–1903 Ionafan (Rudněv)
- 1903–1904 Sergij (Lanin)
- 1904–1907 Iakov (Pjatnickij)
- 1907–1913 Tichon (Běllavin) svatořečený vyznavač
- 1913–1928 Agafangel (Preobraženskij) svatořečený vyznavač
  - 1923–???? Iosif (Petrovych) dočasný správce svatořečený mučedník
  - 1924–1924 Serafym (Samojlovyč) dočasný správce svatořečený mučedník
  - 1924–1924 Trofim (Jakobčuk) dočasný správce
  - 1925–1926 Serafym (Samojlovyč) dočasný správce
  - 1928–1928 Pachomij (Kedrov) dočasný správce svatořečený mučedník
- 1929–1938 Pavel (Borisovskij)
  - 1938–1942 eparchie neobsazena
- 1942–1944 Ioann (Sokolov)
- 1944–1947 Alexij (Sergejev)
- 1947–1954 Dimitrij (Gradusov)
  - 1954–1954 Boris (Vik) dočasný správce
  - 1954–1960 Isaija (Kovaljov) dočasný správce
- 1960–1963 Nikodim (Rotov)
- 1963–1964 Leonid (Poljakov)
- 1964–1967 Sergij (Larin)
- 1967–1984 Ioann (Vendland)
- 1984–1993 Platon (Udovenko)
  - 1993–1993 Alexandr (Mogiljov) dočasný správce
- 1993–2002 Michej (Charcharov)
- 2002–2011 Kirill (Nakoněčnyj)
- 2011–2019 Panteleimon (Dolganov)
- od 2019 Vadim (Lazebnyj)